# ابن عرس
اِبْنُ عِرْس أو العِرْس أو السُّرْعُوب أو السُّنْعُب أو السَّمُّور أو الرغوب[بحاجة لمصدر] (الاسم العلمي: Mustela) هو جنس من الحيوانات يتبع الفصيلة العرسيات من رتبة اللواحم. موجود في جميع القارات باستثناء قارة إستراليا ويتراوح طول ابن عرس من 15 - 35 سم، وعادة ما يكون ذو فراء بني فاتح، وبطن أبيض، وطرف ذيل أسود. ويشتهر بسلوك يستخدمه لإرباك الفرائس وتضليلها يسمى رقصة ابن عرس الحربية
ومن الستة عشر نوعاً في جنس Mustela، فقط عشرة يحملون كلمة «ابن عرس» في اسمهم. ولابن عرس في معظم الأحوال، فرو على ظهره وجوانبه ذو لون بني مائل للحمرة، أو البني المائل للصفرة، في حين أن له فروًا على أجزائه السفلية، لونه أبيض أو مائل للصفرة أو السمرة. وأما في الشتاء فإن فرو ابن عرس ـ الذي يعيش في الأجواء الآسيوية ـ يتحول إلى اللون الأبيض فيما عدا ذيله الذي يكون منقّطًا بالأسود. ويوفر اللون الأبيض تمويها في الجليد. أما الذيل المنقط بالأسود، فقد يلفت نظر المهاجمين المفترسين مثل الطيور الجارحة، ويجعل المهاجم يُخطئ ابن عرس.
ولابن عرس حاسّة شم قوية وحاسة بصر حادة، وله قوة تثير العجب بالنسبة لحجمه حيث يفترس الفئران والسناجب. وهو يعض الفريسة عادةً في رقبتها أو في أسفل الجمجمة. ويأكل ابن عرس كذلك ديدان الأرض والحشرات والضفادع والسحالي والأرانب والذُّباب والحيّات والطيور. وجسم ابن عرس النحيل يمكنّه من أن ينفذ بسهولة إلى جحور الفئران وشقوق الصخور وأعشاش السناجب. وكثيرًا ما يقوم ابن عرس باجتياح المزارع ويقتل من الدجاج أكثر مما يحتاج إليه في طعامه. ونتيجة لذلك يناصب كثير من المزارعين ابن عرس العداء رغم أنه يقضي على حشرات المزرعة.
والطيور الجارحة والإنسان من ألدّ أعداء ابن عرس. ويقوم ابن عرس، كما يفعل الظربان الأمريكي، بإفراز سائل كريه الرائحة، وذلك عندما يتعرض لتهديد أو هجوم.
ويعيش ابن عرس في مختلف البيئات، وهو يبني جحره بين أكوام الصخور وتحت جذوع الأشجار، وفي الجحور التي تهجرها القوارض. ولا يمضي ابن عرس فصل الشتاء في السبات الشتوي داخل الجحور تحت الجليد، مثلما تفعل بعض القوارض. ولكي يقاوم البرد، فإنه ينّمي فروًا شتويًا كثيفًا وأحيانًا يصيد الطعام في جحره ويبني عشًا باستخدام فرو وريش فريسته. ويصبح ابن عرس في أوج نشاطه ليلاً أو نهارًا في الأماكن التي في أقصى الشمال. وتلد الأنثى في الغالب ما بين أربعة أو ثمانية من صغار ابن عرس في المرة الواحدة. وفي السنوات التي تكون الفرائس فيها موفورة يكون لابن عرس مجموعتان من الصغار.
تعتبر مناطق النصف الشماليّ من الكرة الأرضية مناطقه الأصلية إلا أنه أدخل إلى نيوزيلندا في أواخر القرن التاسع عشر الميلادي من أجل مكافحة الأرانب الأوروبية التي كانت تقضي على مراعي الغنم المزروعة حديثًا. ولسوء الحظ لم يفلح هذا الجهد الخاص بالمكافحة البيولوجية؛ لأن الحيوانات الآكلة للحوم التي تم إدخالها، وجدت فريسة أسهل في طيور الأعشاش الأرضية بنيوزيلندا.
ويقترن اسم «ابن عرس» بسلوكه الماكر.

## أنواع ابن عرس
- عرس مصرية
- ابن عرس أمازوني
- ابن عرس جبلي
- قاقم
- ابن عرس السهوب
- ابن عرس كولومبي
- ابن عرس طويل الذيل
- ابن مقرض
- ابن عرس ياباني
- ابن عرس أصفر البطن
- منك أوروبي
- ابن عرس إندونيسي
- ابن مقرض أسود الأقدام
- ابن عرس صغير
- ابن عرس ماليزي
- ابن عرس أوروبي
- ابن عرس سيبيري
- ابن عرس مخطط الظهر

## وصلات خارجية
- ابن عرس في فلسطين ومنطقة شرق البحر الأبيض المتوسط